# Gert Sabidussi
Gert Otto Sabidussi (* 28. Oktober 1929 in Graz-Waltendorf; † 1. April 2022) war ein österreichisch-kanadischer Mathematiker, der sich mit Graphentheorie und algebraischer Kombinatorik befasste.

## Biografie
Sabidussi ging in Innsbruck und Wien zur Schule und studierte Mathematik und Physik an der Universität Wien, an der er 1952 bei Edmund Hlawka promoviert wurde (Über eine Klasse von Matrizen, deren Elemente null oder eins sind). Die Dissertation war über die eindeutige Einbettbarkeit von Graphen in Flächen und über Graphen-Automorphismen. Die Resultate waren aber schon von anderen bewiesen worden, wie er bald darauf herausfand. In Wien hörte er auch bei Felix Ehrenhaft, Johann Radon, Hans Thirring und Nikolaus Hofreiter. Als Post-Doktorand war er am Institute for Advanced Study (1955/56) und der Universität Princeton. Danach war er an der University of Minnesota (Instructor) und der Tulane University. Ab 1960 war er Professor an der McMaster University und ab 1969 an der University of Montreal. 1970/71 leitete er das CRM in Montreal.
1968 war er Gastprofessor in Köln und Wien. Nach dem Ende des Prager Frühlings kamen viele tschechoslowakische Mathematiker in den Westen und Sabidussi sorgte dafür, dass die Graphentheoretiker Jaroslav Nešetřil (der bei ihm seinen Master-Abschluss erhielt), Pavoll Hell und Vašek Chvátal nach Kanada kamen, später folgten Alexander Rosa und Anton Kotzig (1970). Zu seinen Doktoranden zählten Hell, Donald J. Miller und Denis Higgs.

## Schriften (Auswahl)
- On the class of fixed-point free graphs, Proc. Amer. Math. Soc., Band 9, 1958, S. 800–804, Online
- The composition of graphs,  Duke Math. J., Band 26, 1959, S. 693–696.
- Graph multiplication, Mathematische Zeitschrift, Band 72, 1959/60, S. 446–457, Online
- Graph derivatives, Mathematische Zeitschrift, Band 76, 1961, S. 385–401, Online
- Existence and structure of self-adjoint graphs, Mathematische Zeitschrift, Band 104, 1968, S. 257–280